# 210433 Ullithiele
210433 Ullithiele este un asteroid din centura principală de asteroizi.

## Descriere
210433 Ullithiele este un asteroid din centura principală de asteroizi. A fost descoperit pe 21 decembrie 2008 la Calar Alto de Felix Hormuth. Asteroidul prezintă o orbită caracterizată de o semiaxă mare de 2,90 ua, o excentricitate de 0,06 și o înclinație de 3,1° în raport cu ecliptica.